# Unsicheres Wissen
Als unsicheres Wissen werden bei der Künstlichen Intelligenz und in der Wissensrepräsentation Informationen bezeichnet, die aufgrund mangelnder Genauigkeit oder Verlässlichkeit ungewiss sind.
In der formalen Logik und Entscheidungstheorie bedient man sich zur Behandlung derartiger Informationen u. a. Instrumentarien der Wahrscheinlichkeitslogik (probabilistisches Schließen), wobei z. B. ein Erwartungswert für die Geltung einer Aussage beziffert wird. Ebenso bedient man sich der Fuzzy-Logik, wobei z. B. „unscharfe“ Prädikate berücksichtigbar sind, und Techniken des nichtmonotonen Schließens.
Beispielsweise werden die Komponenten der Wissensbasis von Software-Agenten als „unsicher“ gewichtet, in denen nicht festlegbar ist, dass diese als unumstößlich wahr gelten sollen; dies betrifft im Allgemeinen sämtliches durch Agenten erworbenes Einzelwissen.

## Wie entsteht unsicheres Wissen?
Unsicheres Wissen kann aus verschiedenen Gründen entstehen.
- Zum einen kann die Umgebung unzugänglich sein. Somit stehen dem Software-Agenten nicht alle Informationen über die Umgebung zur Verfügung.
- Eine andere Möglichkeit ist die Fehlerhaftigkeit von Informationen. Falsche Informationen gelten auch als Unsicheres Wissen.
- Eine dritte Möglichkeit ist die Fehlinterpretation/Fehleinschätzung des Wissens durch den Agenten.

Spies unterscheidet vier Arten von unsicherem Wissen:
1. unscharfes Wissen, das mit der Fuzzy-Logik dargestellt und verarbeitet werden kann, speziell in der Regelungstechnik
2. Wahrscheinlichkeitsschlüsse, also Schlussfolgerungen mit Hilfe der Wahrscheinlichkeitstheorie
3. plausibles Schließen, Schlussfolgern mit Hilfe von Plausibilität sowie positiven und negativen Evidenzen
4. Erkennen und Verstehen unvollständiger und verzerrter Muster, die Mustererkennung

Für jede dieser Arten unsicheren Wissens stellen Informatik und Mathematik passende Verfahren bereit.

## Wie können Agenten bei unsicherem Wissen planen?
Liegt unsicheres Wissen vor, gibt es für den Software-Agenten zwei Möglichkeiten, mit diesem Wissen umzugehen.

### Bedingtes Planen
Der Agent plant für jeden möglichen Ausgang. Es entsteht ein binärer Baum, welcher als Knoten Aktionen enthält und als ausgehende Kanten die zwei möglichen Ausgänge „Erfolg“ und „Misserfolg“.
Schlägt nun eine Aktion fehl, hat der Agent immer einen Plan B zur Verfügung, um weiter zu arbeiten.
Vorteil: Agent ist robust gegenüber Misserfolgen. Ist der Plan erstellt, weiß der Agent immer sofort, was er tun kann.

Nachteil: Erstellen des Plans kann relativ lang dauern, je nachdem wie groß der Plan wird.

### Ausführungsüberwachung
Der Agent erstellt nur einen „Generalplan“. Dieser wird ausgeführt. Allerdings überwacht der Agent die Ausführung und merkt deshalb sofort, wenn ein Misserfolg auftritt. Ist dies der Fall, beginnt der Agent erneut einen neuen Plan, ausgehend von der aktuellen Situation, zu entwerfen.
Vorteil: Erstellen des Plans vergleichsweise schnell.

Nachteil: Der Agent stoppt bei Fehlschlägen zwischenzeitlich die Ausführung, um neu zu planen. Dies ist vor allem bei zeitkritischen Aufgaben von Nachteil.